# Тральщики типу «Хант»
Тральщики типу «Хант» (англ. Hunt-class minesweeper) — клас військових кораблів з 88 тральщиків, що випускалися британськими суднобудівельними компаніями з 1916 по 1919 роки. Тральщики цього типу входили до складу Королівського військово-морського флоту Великої Британії і взяли активну участь у подіях Першої та Другої світових воєн.
Ці невеликі військові кораблі протимінної боротьби складалися з двох окремих груп: першої групи «Бельвуар», розробленої суднобудівною компанією Ailsa, і наступної (і трохи більшої) групи «Абердер», розробленої Адміралтейством. Вони були класифіковані як шлюпи протимінного захисту флоту, тобто кораблі, призначені для очищення відкритої води. Група «Бельвуар» була названа на честь британського полювання на лисиць. Основна частина тральщиків з групи «Абердер» спочатку було названо на честь прибережних міст, місць водопою та рибальських портів, деякі з яких випадково були місцем полювання. Однак невдовзі всі були перейменовані за внутрішніми місцями, щоб уникнути плутанини, спричиненої неправильним розумінням сигналів і наказів.

## Служба
Шість кораблів були завершені як дослідницькі допоміжні кораблі флоту, а більшість з групи «Абердер» прибула надто пізно, щоб взяти участь у подіях Першої світової війни. 35 було скасовано після перемир'я. У міжвоєнний період вісім були виведені з експлуатації, один був проданий Сіаму, один був переобладнаний на буровий корабель RNVR, а 52 були утилізовані. Основна маса тих, що залишилися перебувала в період з 1919 по 1939 рік у резерві на британських базах флоту по всьому світу, причому більшість з них стояла на Мальті та в Сінгапурі, так що на момент початку Другої світової війни було ще 27 доступних для служби, до яких ще два були передано за заявкою від торговельного флоту.
5-та флотилія тральщиків у складі «Пангборн», «Росс», «Лідд», «Келлет» і «Олбері», а також нових кораблів типу «Гальсіон» «Госсамер» і «Леда» відпливла з Норт-Шилдс до Гаріджа пізно 26 травня 1940 року, досягнувши Гаріджа майже через 24 години. Після дозаправлення вугіллям флотилія відпливла до Дюнкерка в другій половині дня 28 травня і відійшла від берега приблизно о 21:30 того ж дня. Принаймні два кораблі з флотилії («Росс» і «Лідд») були призначені для евакуації військ із портового молу. Лише «Росс» взяв на борт 353 людини та одну собаку в цю першу ніч. Кораблі флотилії здійснили ще три рейси до Дюнкерка в наступні дні, працюючи на бойових позиціях практично цілодобово, і повернувшись до Маргіта востаннє з Дюнкерка в суботу, 1 червня 1940 року. «Саттон» також був присутній у Дюнкерку.
П'ять кораблів були втрачені під час війни, а ще одне судно, «Віднес», було викинуто на берег у затоці Суда на Криті в травні 1941 року після бомбардування німецькою авіацією. Німці відновили та відремонтували корпус, прийнявши його на озброєння як 12.V4. У жовтні 1943 року, тепер відомий як Uj.2109, він був потоплений есмінцями «Екліпс», «Фокнор» і грецьким Vasilissa Olga.

### Відомі тральщики типу «Хант», що взяли участь у бойових діях Другої світової війни
- «Елджін»
- «Салташ»
- «Селкірк»
- «Солтберн»
- «Фермой»
- «Дюнун»
- «Дюндалк»
- «Дербі»